# Stenopyga belinga
Stenopyga belinga är en bönsyrseart som beskrevs av Roger Roy 1973. Stenopyga belinga ingår i släktet Stenopyga och familjen Mantidae. Inga underarter finns listade i Catalogue of Life.